# Vladimir Harkonnen
Vladimir Harkonnen, conocido también como el barón Harkonnen, es un personaje ficticio que pertenece al Universo Dune creado por el escritor estadounidense Frank Herbert. Aparece fundamentalmente en la novela Dune (1965) aunque también desempeña un papel importante en la precuela Preludio a Dune (1999-2001), serie de tres novelas escritas por Brian Herbert y Kevin J. Anderson. En las secuelas de Dune, Cazadores de Dune y Gusanos de arena de Dune, reaparece convertido en ghola.
El barón Harkonnen es el señor de la Casa Harkonnen y gobernador del planeta Giedi Prime.
En la película Dune de David Lynch de 1984 fue interpretado por Kenneth McMillan, en las miniseries producidas por Sci Fi —Dune e Hijos de Dune—, por Ian McNeice y en la película Dune de 2021 dirigida por Denis Villeneuve es interpretado por Stellan Skarsgård.

## Descripción
Frank Herbert lo retrata en Dune como un hombre grande y obeso, de voz baja y retumbante. Indica que su peso debe haber sido de doscientos kilos estándar, los cuales eran sostenidos por suspensores (dispositivos anti-gravedad), de manera que sus pies soportaban solo cincuenta kilos. Un comentario hecho por Margot Fenring en el mismo libro implica que el barón se dejó engordar.
En Preludio a Dune aparece como un apuesto hombre pelirrojo con un estado físico cercano a la perfección. Se explica que su obesidad se debe a una enfermedad degenerativa que le transmitió Gaius Helen Mohiam. 

## Títulos y familia
De acuerdo al «Apéndice IV El almanaque Al-Ashraf de Dune», el título oficial de los Harkonnen era Siridar (gobernador planetario) Barón. Era descendiente directo por línea masculina del Bashar Abulurd Harkonnen, que fue exiliado por cobardía tras la Batalla de Corrin. Era pariente lejano de la Casa Atreides: de hecho, toda la correspondencia oficial entre dichas casas debía comenzar con el obligado: "Sire et cher Cousin" (Señor y querido Primo). 
El siguiente árbol genealógico incorpora información tanto de la saga original como de los libros de Herbert y Anderson.

Escudo de la Casa Harkonnen.

| Ulf Harkonnen d. 217 B.G.   | Ulf Harkonnen d. 217 B.G.   | Ulf Harkonnen d. 217 B.G.   | Ulf Harkonnen d. 217 B.G.   | Ulf Harkonnen d. 217 B.G.           | Ulf Harkonnen d. 217 B.G.           |                                     |                                     | Katarina Harkonnen d. 217 B.G.      | Katarina Harkonnen d. 217 B.G.      | Katarina Harkonnen d. 217 B.G.  | Katarina Harkonnen d. 217 B.G.  | Katarina Harkonnen d. 217 B.G.  | Katarina Harkonnen d. 217 B.G.  |                               |                               | Manion Butler 250 - 166 B.G.  | Manion Butler 250 - 166 B.G.  | Manion Butler 250 - 166 B.G. | Manion Butler 250 - 166 B.G. | Manion Butler 250 - 166 B.G.            | Manion Butler 250 - 166 B.G.            |                                         |                                         | Livia Butler 247 - 166 B.G.             | Livia Butler 247 - 166 B.G.             | Livia Butler 247 - 166 B.G.  | Livia Butler 247 - 166 B.G.  | Livia Butler 247 - 166 B.G.            | Livia Butler 247 - 166 B.G.            |                                        |                                        |                                        |                                        |  |  |                       |                       |                       |                       |                       |                       |                  |                  |                   |                   |                   |                   |                   |                   |  |  |
| Ulf Harkonnen d. 217 B.G.   | Ulf Harkonnen d. 217 B.G.   | Ulf Harkonnen d. 217 B.G.   | Ulf Harkonnen d. 217 B.G.   | Ulf Harkonnen d. 217 B.G.           | Ulf Harkonnen d. 217 B.G.           |                                     |                                     | Katarina Harkonnen d. 217 B.G.      | Katarina Harkonnen d. 217 B.G.      | Katarina Harkonnen d. 217 B.G.  | Katarina Harkonnen d. 217 B.G.  | Katarina Harkonnen d. 217 B.G.  | Katarina Harkonnen d. 217 B.G.  |                               |                               | Manion Butler 250 - 166 B.G.  | Manion Butler 250 - 166 B.G.  | Manion Butler 250 - 166 B.G. | Manion Butler 250 - 166 B.G. | Manion Butler 250 - 166 B.G.            | Manion Butler 250 - 166 B.G.            |                                         |                                         | Livia Butler 247 - 166 B.G.             | Livia Butler 247 - 166 B.G.             | Livia Butler 247 - 166 B.G.  | Livia Butler 247 - 166 B.G.  | Livia Butler 247 - 166 B.G.            | Livia Butler 247 - 166 B.G.            |                                        |                                        |                                        |                                        |  |  |                       |                       |                       |                       |                       |                       |                  |                  |                   |                   |                   |                   |                   |                   |  |  |
|                             |                             |                             |                             |                                     |                                     |                                     |                                     |                                     |                                     |                                 |                                 |                                 |                                 |                               |                               |                               |                               |                              |                              |                                         |                                         |                                         |                                         |                                         |                                         |                              |                              |                                        |                                        |                                        |                                        |                                        |                                        |  |  |                       |                       |                       |                       |                       |                       |                  |                  |                   |                   |                   |                   |                   |                   |  |  |
|                             |                             |                             |                             |                                     |                                     |                                     |                                     |                                     |                                     |                                 |                                 |                                 |                                 |                               |                               |                               |                               |                              |                              |                                         |                                         |                                         |                                         |                                         |                                         |                              |                              |                                        |                                        |                                        |                                        |                                        |                                        |  |  |                       |                       |                       |                       |                       |                       |                  |                  |                   |                   |                   |                   |                   |                   |  |  |
| Piers Harkonnen b. 238 B.G. | Piers Harkonnen b. 238 B.G. | Piers Harkonnen b. 238 B.G. | Piers Harkonnen b. 238 B.G. | Piers Harkonnen b. 238 B.G.         | Piers Harkonnen b. 238 B.G.         |                                     |                                     | Xavier Harkonnen 223 - 164 B.G.     | Xavier Harkonnen 223 - 164 B.G.     | Xavier Harkonnen 223 - 164 B.G. | Xavier Harkonnen 223 - 164 B.G. | Xavier Harkonnen 223 - 164 B.G. | Xavier Harkonnen 223 - 164 B.G. |                               |                               | Octa Butler b. 219 B.G.       | Octa Butler b. 219 B.G.       | Octa Butler b. 219 B.G.      | Octa Butler b. 219 B.G.      | Octa Butler b. 219 B.G.                 | Octa Butler b. 219 B.G.                 |                                         |                                         | Serena Butler 221 - 164 B.G.            | Serena Butler 221 - 164 B.G.            | Serena Butler 221 - 164 B.G. | Serena Butler 221 - 164 B.G. | Serena Butler 221 - 164 B.G.           | Serena Butler 221 - 164 B.G.           |                                        |                                        |                                        |                                        |  |  |                       |                       |                       |                       |                       |                       |                  |                  |                   |                   |                   |                   |                   |                   |  |  |
| Piers Harkonnen b. 238 B.G. | Piers Harkonnen b. 238 B.G. | Piers Harkonnen b. 238 B.G. | Piers Harkonnen b. 238 B.G. | Piers Harkonnen b. 238 B.G.         | Piers Harkonnen b. 238 B.G.         |                                     |                                     | Xavier Harkonnen 223 - 164 B.G.     | Xavier Harkonnen 223 - 164 B.G.     | Xavier Harkonnen 223 - 164 B.G. | Xavier Harkonnen 223 - 164 B.G. | Xavier Harkonnen 223 - 164 B.G. | Xavier Harkonnen 223 - 164 B.G. |                               |                               | Octa Butler b. 219 B.G.       | Octa Butler b. 219 B.G.       | Octa Butler b. 219 B.G.      | Octa Butler b. 219 B.G.      | Octa Butler b. 219 B.G.                 | Octa Butler b. 219 B.G.                 |                                         |                                         | Serena Butler 221 - 164 B.G.            | Serena Butler 221 - 164 B.G.            | Serena Butler 221 - 164 B.G. | Serena Butler 221 - 164 B.G. | Serena Butler 221 - 164 B.G.           | Serena Butler 221 - 164 B.G.           |                                        |                                        |                                        |                                        |  |  |                       |                       |                       |                       |                       |                       |                  |                  |                   |                   |                   |                   |                   |                   |  |  |
|                             |                             |                             |                             |                                     |                                     |                                     |                                     |                                     |                                     |                                 |                                 |                                 |                                 |                               |                               |                               |                               |                              |                              |                                         |                                         |                                         |                                         |                                         |                                         |                              |                              |                                        |                                        |                                        |                                        |                                        |                                        |  |  |                       |                       |                       |                       |                       |                       |                  |                  |                   |                   |                   |                   |                   |                   |  |  |
|                             |                             |                             |                             |                                     |                                     |                                     |                                     |                                     |                                     |                                 |                                 |                                 |                                 |                               |                               |                               |                               |                              |                              |                                         |                                         |                                         |                                         |                                         |                                         |                              |                              |                                        |                                        |                                        |                                        |                                        |                                        |  |  |                       |                       |                       |                       |                       |                       |                  |                  |                   |                   |                   |                   |                   |                   |  |  |
|                             |                             |                             |                             | Roella Harkonnen b. 201 B.G.        | Roella Harkonnen b. 201 B.G.        | Roella Harkonnen b. 201 B.G.        | Roella Harkonnen b. 201 B.G.        | Roella Harkonnen b. 201 B.G.        | Roella Harkonnen b. 201 B.G.        |                                 |                                 | Homilía Harkonnen b. 199 B.G.   | Homilía Harkonnen b. 199 B.G.   | Homilía Harkonnen b. 199 B.G. | Homilía Harkonnen b. 199 B.G. | Homilía Harkonnen b. 199 B.G. | Homilía Harkonnen b. 199 B.G. |                              |                              | Wandra Harkonnen (Butler) 174 - 87 B.G. | Wandra Harkonnen (Butler) 174 - 87 B.G. | Wandra Harkonnen (Butler) 174 - 87 B.G. | Wandra Harkonnen (Butler) 174 - 87 B.G. | Wandra Harkonnen (Butler) 174 - 87 B.G. | Wandra Harkonnen (Butler) 174 - 87 B.G. |                              |                              | Quentin Vigar (Butler) d. 88 B.G.      | Quentin Vigar (Butler) d. 88 B.G.      | Quentin Vigar (Butler) d. 88 B.G.      | Quentin Vigar (Butler) d. 88 B.G.      | Quentin Vigar (Butler) d. 88 B.G.      | Quentin Vigar (Butler) d. 88 B.G.      |  |  |                       |                       |                       |                       |                       |                       |                  |                  |                   |                   |                   |                   |                   |                   |  |  |
|                             |                             |                             |                             | Roella Harkonnen b. 201 B.G.        | Roella Harkonnen b. 201 B.G.        | Roella Harkonnen b. 201 B.G.        | Roella Harkonnen b. 201 B.G.        | Roella Harkonnen b. 201 B.G.        | Roella Harkonnen b. 201 B.G.        |                                 |                                 | Homilía Harkonnen b. 199 B.G.   | Homilía Harkonnen b. 199 B.G.   | Homilía Harkonnen b. 199 B.G. | Homilía Harkonnen b. 199 B.G. | Homilía Harkonnen b. 199 B.G. | Homilía Harkonnen b. 199 B.G. |                              |                              | Wandra Harkonnen (Butler) 174 - 87 B.G. | Wandra Harkonnen (Butler) 174 - 87 B.G. | Wandra Harkonnen (Butler) 174 - 87 B.G. | Wandra Harkonnen (Butler) 174 - 87 B.G. | Wandra Harkonnen (Butler) 174 - 87 B.G. | Wandra Harkonnen (Butler) 174 - 87 B.G. |                              |                              | Quentin Vigar (Butler) d. 88 B.G.      | Quentin Vigar (Butler) d. 88 B.G.      | Quentin Vigar (Butler) d. 88 B.G.      | Quentin Vigar (Butler) d. 88 B.G.      | Quentin Vigar (Butler) d. 88 B.G.      | Quentin Vigar (Butler) d. 88 B.G.      |  |  |                       |                       |                       |                       |                       |                       |                  |                  |                   |                   |                   |                   |                   |                   |  |  |
|                             |                             |                             |                             |                                     |                                     |                                     |                                     |                                     |                                     |                                 |                                 |                                 |                                 |                               |                               |                               |                               |                              |                              |                                         |                                         |                                         |                                         |                                         |                                         |                              |                              |                                        |                                        |                                        |                                        |                                        |                                        |  |  |                       |                       |                       |                       |                       |                       |                  |                  |                   |                   |                   |                   |                   |                   |  |  |
|                             |                             |                             |                             |                                     |                                     |                                     |                                     |                                     |                                     |                                 |                                 |                                 |                                 |                               |                               |                               |                               |                              |                              |                                         |                                         |                                         |                                         |                                         |                                         |                              |                              |                                        |                                        |                                        |                                        |                                        |                                        |  |  |                       |                       |                       |                       |                       |                       |                  |                  |                   |                   |                   |                   |                   |                   |  |  |
|                             |                             |                             |                             | Faykan Butler (Corrino) b. 145 B.G. | Faykan Butler (Corrino) b. 145 B.G. | Faykan Butler (Corrino) b. 145 B.G. | Faykan Butler (Corrino) b. 145 B.G. | Faykan Butler (Corrino) b. 145 B.G. | Faykan Butler (Corrino) b. 145 B.G. |                                 |                                 | Rikov Butler 138 - 108 B.G.     | Rikov Butler 138 - 108 B.G.     | Rikov Butler 138 - 108 B.G.   | Rikov Butler 138 - 108 B.G.   | Rikov Butler 138 - 108 B.G.   | Rikov Butler 138 - 108 B.G.   |                              |                              | Kohe Tantor d. 108 B.G.                 | Kohe Tantor d. 108 B.G.                 | Kohe Tantor d. 108 B.G.                 | Kohe Tantor d. 108 B.G.                 | Kohe Tantor d. 108 B.G.                 | Kohe Tantor d. 108 B.G.                 |                              |                              | Abulurd Butler (Harkonnen) b. 126 B.G. | Abulurd Butler (Harkonnen) b. 126 B.G. | Abulurd Butler (Harkonnen) b. 126 B.G. | Abulurd Butler (Harkonnen) b. 126 B.G. | Abulurd Butler (Harkonnen) b. 126 B.G. | Abulurd Butler (Harkonnen) b. 126 B.G. |  |  |                       |                       |                       |                       |                       |                       |                  |                  |                   |                   |                   |                   |                   |                   |  |  |
|                             |                             |                             |                             | Faykan Butler (Corrino) b. 145 B.G. | Faykan Butler (Corrino) b. 145 B.G. | Faykan Butler (Corrino) b. 145 B.G. | Faykan Butler (Corrino) b. 145 B.G. | Faykan Butler (Corrino) b. 145 B.G. | Faykan Butler (Corrino) b. 145 B.G. |                                 |                                 | Rikov Butler 138 - 108 B.G.     | Rikov Butler 138 - 108 B.G.     | Rikov Butler 138 - 108 B.G.   | Rikov Butler 138 - 108 B.G.   | Rikov Butler 138 - 108 B.G.   | Rikov Butler 138 - 108 B.G.   |                              |                              | Kohe Tantor d. 108 B.G.                 | Kohe Tantor d. 108 B.G.                 | Kohe Tantor d. 108 B.G.                 | Kohe Tantor d. 108 B.G.                 | Kohe Tantor d. 108 B.G.                 | Kohe Tantor d. 108 B.G.                 |                              |                              | Abulurd Butler (Harkonnen) b. 126 B.G. | Abulurd Butler (Harkonnen) b. 126 B.G. | Abulurd Butler (Harkonnen) b. 126 B.G. | Abulurd Butler (Harkonnen) b. 126 B.G. | Abulurd Butler (Harkonnen) b. 126 B.G. | Abulurd Butler (Harkonnen) b. 126 B.G. |  |  |                       |                       |                       |                       |                       |                       |                  |                  |                   |                   |                   |                   |                   |                   |  |  |
|                             |                             |                             |                             |                                     |                                     |                                     |                                     |                                     |                                     |                                 |                                 |                                 |                                 |                               |                               |                               |                               |                              |                              |                                         |                                         |                                         |                                         |                                         |                                         |                              |                              |                                        |                                        |                                        |                                        |                                        |                                        |  |  |                       |                       |                       |                       |                       |                       |                  |                  |                   |                   |                   |                   |                   |                   |  |  |
|                             |                             |                             |                             | Casa Corrino                        | Casa Corrino                        | Casa Corrino                        | Casa Corrino                        | Casa Corrino                        | Casa Corrino                        |                                 |                                 |                                 |                                 |                               |                               | Rayna Butler b. 119 B.G.      | Rayna Butler b. 119 B.G.      | Rayna Butler b. 119 B.G.     | Rayna Butler b. 119 B.G.     | Rayna Butler b. 119 B.G.                | Rayna Butler b. 119 B.G.                |                                         |                                         |                                         |                                         |                              |                              |                                        |                                        |                                        |                                        |                                        |                                        |  |  |                       |                       |                       |                       |                       |                       |                  |                  |                   |                   |                   |                   |                   |                   |  |  |
|                             |                             |                             |                             | Casa Corrino                        | Casa Corrino                        | Casa Corrino                        | Casa Corrino                        | Casa Corrino                        | Casa Corrino                        |                                 |                                 |                                 |                                 |                               |                               | Rayna Butler b. 119 B.G.      | Rayna Butler b. 119 B.G.      | Rayna Butler b. 119 B.G.     | Rayna Butler b. 119 B.G.     | Rayna Butler b. 119 B.G.                | Rayna Butler b. 119 B.G.                |                                         |                                         |                                         |                                         |                              |                              |                                        |                                        |                                        |                                        |                                        |                                        |  |  |                       |                       |                       |                       |                       |                       |                  |                  |                   |                   |                   |                   |                   |                   |  |  |
|                             |                             |                             |                             |                                     |                                     |                                     |                                     |                                     |                                     |                                 |                                 |                                 |                                 |                               |                               |                               |                               |                              |                              |                                         |                                         |                                         |                                         |                                         |                                         |                              |                              |                                        |                                        |                                        |                                        |                                        |                                        |  |  |                       |                       |                       |                       |                       |                       |                  |                  |                   |                   |                   |                   |                   |                   |  |  |
|                             |                             |                             |                             |                                     |                                     |                                     |                                     |                                     |                                     |                                 |                                 |                                 |                                 |                               |                               | Victoria Harkonnen            | Victoria Harkonnen            | Victoria Harkonnen           | Victoria Harkonnen           | Victoria Harkonnen                      | Victoria Harkonnen                      |                                         |                                         |                                         |                                         |                              |                              | Dmitri Harkonnen                       | Dmitri Harkonnen                       | Dmitri Harkonnen                       | Dmitri Harkonnen                       | Dmitri Harkonnen                       | Dmitri Harkonnen                       |  |  |                       |                       |                       |                       | Daphne Harkonnen      | Daphne Harkonnen      | Daphne Harkonnen | Daphne Harkonnen | Daphne Harkonnen  | Daphne Harkonnen  |                   |                   |                   |                   |  |  |
|                             |                             |                             |                             |                                     |                                     |                                     |                                     |                                     |                                     |                                 |                                 |                                 |                                 |                               |                               | Victoria Harkonnen            | Victoria Harkonnen            | Victoria Harkonnen           | Victoria Harkonnen           | Victoria Harkonnen                      | Victoria Harkonnen                      |                                         |                                         |                                         |                                         |                              |                              | Dmitri Harkonnen                       | Dmitri Harkonnen                       | Dmitri Harkonnen                       | Dmitri Harkonnen                       | Dmitri Harkonnen                       | Dmitri Harkonnen                       |  |  |                       |                       |                       |                       | Daphne Harkonnen      | Daphne Harkonnen      | Daphne Harkonnen | Daphne Harkonnen | Daphne Harkonnen  | Daphne Harkonnen  |                   |                   |                   |                   |  |  |
|                             |                             |                             |                             |                                     |                                     |                                     |                                     |                                     |                                     |                                 |                                 |                                 |                                 |                               |                               |                               |                               |                              |                              |                                         |                                         |                                         |                                         |                                         |                                         |                              |                              |                                        |                                        |                                        |                                        |                                        |                                        |  |  |                       |                       |                       |                       |                       |                       |                  |                  |                   |                   |                   |                   |                   |                   |  |  |
|                             |                             |                             |                             |                                     |                                     |                                     |                                     |                                     |                                     |                                 |                                 |                                 |                                 |                               |                               |                               |                               |                              |                              |                                         |                                         |                                         |                                         |                                         |                                         |                              |                              |                                        |                                        |                                        |                                        |                                        |                                        |  |  |                       |                       |                       |                       |                       |                       |                  |                  |                   |                   |                   |                   |                   |                   |  |  |
|                             |                             |                             |                             | Casa Atreides                       | Casa Atreides                       | Casa Atreides                       | Casa Atreides                       | Casa Atreides                       | Casa Atreides                       |                                 |                                 | Tanidia Nerus                   | Tanidia Nerus                   | Tanidia Nerus                 | Tanidia Nerus                 | Tanidia Nerus                 | Tanidia Nerus                 |                              |                              | Vladimir Harkonnen                      | Vladimir Harkonnen                      | Vladimir Harkonnen                      | Vladimir Harkonnen                      | Vladimir Harkonnen                      | Vladimir Harkonnen                      |                              |                              | Emmi Rabban                            | Emmi Rabban                            | Emmi Rabban                            | Emmi Rabban                            | Emmi Rabban                            | Emmi Rabban                            |  |  | Abulurd Harkonnen II  | Abulurd Harkonnen II  | Abulurd Harkonnen II  | Abulurd Harkonnen II  | Abulurd Harkonnen II  | Abulurd Harkonnen II  |                  |                  | Marotin Harkonnen | Marotin Harkonnen | Marotin Harkonnen | Marotin Harkonnen | Marotin Harkonnen | Marotin Harkonnen |  |  |
|                             |                             |                             |                             | Casa Atreides                       | Casa Atreides                       | Casa Atreides                       | Casa Atreides                       | Casa Atreides                       | Casa Atreides                       |                                 |                                 | Tanidia Nerus                   | Tanidia Nerus                   | Tanidia Nerus                 | Tanidia Nerus                 | Tanidia Nerus                 | Tanidia Nerus                 |                              |                              | Vladimir Harkonnen                      | Vladimir Harkonnen                      | Vladimir Harkonnen                      | Vladimir Harkonnen                      | Vladimir Harkonnen                      | Vladimir Harkonnen                      |                              |                              | Emmi Rabban                            | Emmi Rabban                            | Emmi Rabban                            | Emmi Rabban                            | Emmi Rabban                            | Emmi Rabban                            |  |  | Abulurd Harkonnen II  | Abulurd Harkonnen II  | Abulurd Harkonnen II  | Abulurd Harkonnen II  | Abulurd Harkonnen II  | Abulurd Harkonnen II  |                  |                  | Marotin Harkonnen | Marotin Harkonnen | Marotin Harkonnen | Marotin Harkonnen | Marotin Harkonnen | Marotin Harkonnen |  |  |
|                             |                             |                             |                             |                                     |                                     |                                     |                                     |                                     |                                     |                                 |                                 |                                 |                                 |                               |                               |                               |                               |                              |                              |                                         |                                         |                                         |                                         |                                         |                                         |                              |                              |                                        |                                        |                                        |                                        |                                        |                                        |  |  |                       |                       |                       |                       |                       |                       |                  |                  |                   |                   |                   |                   |                   |                   |  |  |
|                             |                             |                             |                             |                                     |                                     |                                     |                                     |                                     |                                     |                                 |                                 |                                 |                                 |                               |                               |                               |                               |                              |                              |                                         |                                         |                                         |                                         |                                         |                                         |                              |                              |                                        |                                        |                                        |                                        |                                        |                                        |  |  |                       |                       |                       |                       |                       |                       |                  |                  |                   |                   |                   |                   |                   |                   |  |  |
|                             |                             |                             |                             | Leto Atreides I                     | Leto Atreides I                     | Leto Atreides I                     | Leto Atreides I                     | Leto Atreides I                     | Leto Atreides I                     |                                 |                                 |                                 |                                 |                               |                               | Dama Jessica                  | Dama Jessica                  | Dama Jessica                 | Dama Jessica                 | Dama Jessica                            | Dama Jessica                            |                                         |                                         |                                         |                                         |                              |                              | Glossu Rabban                          | Glossu Rabban                          | Glossu Rabban                          | Glossu Rabban                          | Glossu Rabban                          | Glossu Rabban                          |  |  | Feyd-Rautha Harkonnen | Feyd-Rautha Harkonnen | Feyd-Rautha Harkonnen | Feyd-Rautha Harkonnen | Feyd-Rautha Harkonnen | Feyd-Rautha Harkonnen |                  |                  |                   |                   |                   |                   |                   |                   |  |  |
|                             |                             |                             |                             | Leto Atreides I                     | Leto Atreides I                     | Leto Atreides I                     | Leto Atreides I                     | Leto Atreides I                     | Leto Atreides I                     |                                 |                                 |                                 |                                 |                               |                               | Dama Jessica                  | Dama Jessica                  | Dama Jessica                 | Dama Jessica                 | Dama Jessica                            | Dama Jessica                            |                                         |                                         |                                         |                                         |                              |                              | Glossu Rabban                          | Glossu Rabban                          | Glossu Rabban                          | Glossu Rabban                          | Glossu Rabban                          | Glossu Rabban                          |  |  | Feyd-Rautha Harkonnen | Feyd-Rautha Harkonnen | Feyd-Rautha Harkonnen | Feyd-Rautha Harkonnen | Feyd-Rautha Harkonnen | Feyd-Rautha Harkonnen |                  |                  |                   |                   |                   |                   |                   |                   |  |  |
|                             |                             |                             |                             |                                     |                                     |                                     |                                     |                                     |                                     |                                 |                                 |                                 |                                 |                               |                               |                               |                               |                              |                              |                                         |                                         |                                         |                                         |                                         |                                         |                              |                              |                                        |                                        |                                        |                                        |                                        |                                        |  |  |                       |                       |                       |                       |                       |                       |                  |                  |                   |                   |                   |                   |                   |                   |  |  |
|                             |                             |                             |                             |                                     |                                     |                                     |                                     |                                     |                                     |                                 |                                 |                                 |                                 |                               |                               |                               |                               |                              |                              |                                         |                                         |                                         |                                         |                                         |                                         |                              |                              |                                        |                                        |                                        |                                        |                                        |                                        |  |  |                       |                       |                       |                       |                       |                       |                  |                  |                   |                   |                   |                   |                   |                   |  |  |
|                             |                             |                             |                             |                                     |                                     | Paul Atreides                       | Paul Atreides                       | Paul Atreides                       | Paul Atreides                       | Paul Atreides                   | Paul Atreides                   |                                 |                                 | Alia Atreides                 | Alia Atreides                 | Alia Atreides                 | Alia Atreides                 | Alia Atreides                | Alia Atreides                |                                         |                                         |                                         |                                         |                                         |                                         |                              |                              |                                        |                                        |                                        |                                        |                                        |                                        |  |  |                       |                       |                       |                       |                       |                       |                  |                  |                   |                   |                   |                   |                   |                   |  |  |

## Biografía ficticia

### Preludio a Dune
Vladimir Harkonnen nace en el año 10.110 A.G., hijo de Dmitri Harkonnen y su esposa Victoria. Su padre era el señor de Casa Harkonnen y regía sobre el planeta Giedi Prime. Entrenado desde su juventud como un posible sucesor, es elegido en desmedro de su hermanastro Abulurd. 
Abulurd, descontento con las obras de su hermano, se casa con Emmi Rabban, renunciando a su apellido y sus derechos al título. Bajo el nombre de Abulurd Rabban gobernó sobre Lankiveil, planeta secundario de la Casa Harkonnen. Abulurd y su esposa tienen dos hijos: Glossu Rabban (apodado más tarde como la Bestia Rabban por el asesinato de su padre) y Feyd-Rautha; Vladimir adopta más tarde a ambos sobrinos, incorporándolos al linaje de la Casa Harkonnen.
El mayor rival del barón en materia política es el duque Leto Atreides; ambas familias, los Harkonnen y los Atreides, han sido enemigas por milenios, desde la batalla de Corrin, escaramuza con que terminó la Yihad Butleriana. Cuando el emperador Shaddam IV desarrolla un plan para destruir al duque, el barón se alía con él.
Por otra parte, las Bene Gesserit, en el marco de su programa genético, ordenan a Gaius Helen Mohiam concebir una hija del barón para obtener sus genes. Debido al conocido carácter homosexual del barón, Mohiam lo chantajea para tener relaciones sexuales a pesar de su rechazo; de esta unión nace una hija débil y deforme, no apta para continuar con el programa genético. Mohiam vuelve con el barón, pero esta vez él la droga y la viola; por esto Mohiam lo contagia con una extraña enfermedad degenerativa que terminar por causarle su característica obesidad. La segunda hija de Mohiam con Harkonnen es Jessica, la futura concubina del duque Atreides.
En Dune: La Casa Harkonnen, la salud del barón se ha deteriorado significativamente. Al principio trata de caminar con la ayuda de un bastón, pero termina por recurrir a los suspensores. A pesar de consultar a numerosos doctores, entre ellos a Yueh, su futuro instrumento, no encuentra cura alguna. Para ocultar su debilidad y evitar que el Lansraad lo remueva de su cargo, disimula que su obesidad fuera una enfermedad haciéndola parecer fruto de sus excesos.

### Dune
Al comienzo de Dune, la Casa Harkonnen debió ceder el gobierno del planeta Arrakis y su valioso producto, la melange, a sus rivales la Casa Atreides. Una vez que tomaron posesión del planeta, el barón desencadenó un plan urdido entre él y el emperador Shaddam Corrino IV. 
El barón había presionado al doctor Suk de los Atreides, Wellington Yueh, con la amenaza de torturar hasta la muerte a su esposa. El doctor, que de otro modo era incapaz de hacer daño debido al Condicionamiento Imperial de la Escuela Suk, cedió a las demandas del barón. Paralelamente, Harkonnen había alejado las sospechas que pudiera tener el mentat Thufir Hawat sobre el doctor, haciéndolas recaer sobre Dama Jessica. 
Las fuerzas de los Harkonnen, apoyadas en secreto por las tropas imperiales –los Sardaukar– atacaron a los Atreides, desprotegidos porque el doctor Yueh desconectó los escudos alrededor del palacio Atreides en Arrakis. El doctor hizo prisionero a Leto, pero sospechando que su esposa ya había sido asesinada, le dio un diente falso con un gas mortífero. Piter de Vries, mentat de la Casa Harkonnen, mata a Yueh, pero muere a su vez cuando Leto emplea el gas; sin embargo, el barón sobrevive.
Harkonnen reemplaza a De Vries con Hawat; para asegurar su control sobre él, le administra un veneno que requiere tomar regularmente su antídoto. Por otra parte, cede el gobierno de Arrakis a su sobrino Glossu Rabban, dándole libertad de acción; el barón prevé que Rabban oprimirá a la población y piensa aprovechar esto para colocar después en el poder a Feyd-Rautha: como con su llegada terminará ese periodo de opresión será recibido como un salvador.
Sin embargo, la aparición de Muad’Dib (Paul Atreides), liderando a los fremen en su ataque a fuerzas harkonnen e imperiales, desbarata los planes el barón. Glossu Rabban muere al comienzo de la batalla, las tropas son masacradas y el mismo barón muere envenenado por el gom jabbar de Alia Atreides, cuando tenía 83 años.

### Hijos de DuneyCazadores de Dune
La figura del barón reaparece en dos formas distintas después de muerto. 
La primera de ellas ocurre en Hijos de Dune, donde es uno de los tantos ancestros que pueden contactar con Alia Atreides; la joven tuvo acceso a sus memorias ancestrales mientras todavía estaba en el útero de su madre, lo que la convirtió en una abominación de acuerdo a las Bene Gesserit; de acuerdo a su experiencia, era inevitable que el individuo fuera controlado por la personalidad de uno de sus antepasados. Alia comparte el control de su cuerpo con el barón, pero finalmente cae bajo su poder; viendo que la conciencia de Harkonnen había superado su habilidad para contenerlo, se suicida. 
En Cazadores de Dune, el barón es resucitado como un ghola, 5.029 años después de la muerte de Alia, por el tleilaxu perdido Uxtal, de acuerdo a las órdenes del danzarín rostro Khrone. Éste pretende usar el ghola del barón para manipular al ghola de Paul Atreides (Paolo). Durante tres años emplea diversas técnicas de tortura para despertar las memorias genéticas de Harkonnen, pero falla debido a la naturaleza sadomasoquista del barón. Obtiene el éxito solo cuando encierra al ghola en un estanque de privación sensorial por un periodo prolongado. Los papeles se invierten esta vez, y es la personalidad de Alia Atreides quien acosa al barón reencarnado.

## Adaptaciones
En la película de David Lynch de 1984, Dune, el barón Harkonnen fue interpretado por Kenneth McMillan. En esta caracterización, es muy obeso, se viste con prendas sucias y está cubierto de pústulas que requieren tratamiento y drenaje constantes. Además, se manifiesta más inestable mentalmente que el personaje de la novela: grita y ríe sin coherencia y en cualquier momento e incluso bebe la sangre de uno de sus sirvientes.
El actor británico Ian McNeice lo interpretó en Dune, miniserie del canal Sci Fi, y en su secuela Hijos de Dune. Su interpretación, aunque dramática, no es tan exagerada como la de la película. Aunque el barón aún disfruta sádicamente el sufrimiento ajeno, es algo más exuberante, pomposo, indulgente consigo mismo y tiene una tendencia a hablar en rima.
Aunque en la novela Dune los suspensores le permitían solo caminar, tanto en la película como en las miniseries, le permiten volar y flotar en el aire. En las precuelas de Dune, sí aparece esta última aplicación.

### Otras apariciones
En el videojuego Emperor: Battle for Dune, aparece un personaje llamado barón Rakan Harkonnen, interpretado por Michael McShane, que es prácticamente idéntico a la versión cinematográfica de Vladimir Harkonnen, tanto en el aspecto físico (exceptuando los suspensores) como en la personalidad; también muere envenenado.
En el manga, anime y ova de Hellsing, Seras Victoria usa un cañón llamado Harkonnen, que está habitado por un espíritu de apariencia similar al personaje interpretado por Kenneth McMillan.